# یوجین بوردن
یوجین بوردن (انگلیسی: Eugene Borden؛ ‏ ۲۱ مارس ۱۸۹۷ – ۲۱ ژوئیهٔ ۱۹۷۱) با نام اصلی اِلیزه اوژن پری‌یر باردان (فرانسوی: Élysée Eugène Prieur-Bardin‎) بازیگر فرانسوی‌الاصل اهل ایالات متحده آمریکا بود.
از فیلم‌ها یا برنامه‌های تلویزیونی که وی در آن نقش داشته‌است، می‌توان به گرفتن یک دزد، گیلدا، بوئینگ بوئینگ، جوراب ابریشمی، یک آمریکایی در پاریس، کن کن، مگس، روح سنت لوئیس، آهنگ منقطع و سه تفنگدار اشاره کرد.